# اسناد پاندورا
اسناد پاندورا مجموعه‌ای از ۱۱٫۹ میلیون سند فاش‌شده (شامل ۲٫۹ ترابایت داده) است که توسط کنسرسیوم بین‌المللی روزنامه‌نگاران پژوهشی در ۳ اکتبر ۲۰۲۱ منتشر شد. سازمانهای خبری عضو کنسرسیوم نشت این اسناد را گسترده‌ترین انتشار اسرار محرمانه مالی خود توصیف کردند که شامل اسناد، تصاویر، ایمیل‌ها و صفحه‌های گسترده ۱۴ شرکت خدمات مالی در کشورهایی از جمله پاناما، سوئیس و امارات متحده عربی است. پیش از انتشار اسناد پاندورا، انتشار اسناد پاناما در سال ۲۰۱۶، که دارای ۱۱٫۵ میلیون سند محرمانه بود، به عنوان گسترده‌ترین انتشار کنسرسیوم شناخته می‌شد. در زمان انتشار اسناد، کنسرسیوم گفت که منبع اسناد را مشخص نخواهد کرد.
بر اساس گزارش‌های خبری مربوط به اسناد پاندورا، تخمین زده می‌شود که بین ۵٫۶ تا ۳۲ تریلیون دلار آمریکا (بدون احتساب املاک، آثار هنری، جواهرات و موارد دیگر) به دلیل مخفی شدن در گریزگاه‌های مالیاتی برون‌مرزی، مشمول مالیات نشده‌اند.